# 스비르스크

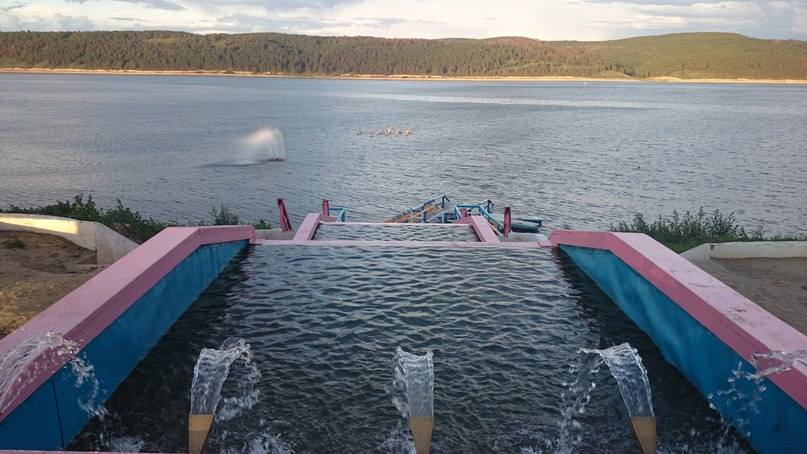

스비르스크(러시아어; Свирск)는 이르쿠츠크주에 속해있는 도시이다. 인구는 1만 5,500명(2003년)이다. 이 도시는 여름에는 스비르스크를 관통해서 흐르고 있는 안가라강이 수영장이 된다. 이르쿠츠크에서는 150 km지점에 위치해 있다.